# Förbundet Sverige–Sovjetunionen
Förbundet Sverige–Sovjetunionen, egentligen Sällskapet för främjande av kulturella och ekonomiska förbindelser mellan Sverige och Sovjetunionen, var en svensk organisation med syfte att främja vänskap och kulturutbyte mellan Sverige och Sovjetunionen.
Förbundet Sverige-Sovjetunionen bildades 1935 på initiativ av professor Wilhelm Palmær, som också var dess förste ordförande. Förbundet tillkom under perioden då den sovjetiska folkfrontspolitiken fördes fram, och hade stort stöd från en rad kulturpersonligheter, forskare och politiker. Efter tillbakagångar under andra världskriget ombildades föreningen 1950 i samverkan med den sovjetiska kulturorganisationen VOKS och på grundval av ett 30-tal lokalorganisationer.
Organisationens huvudsakliga verksamhet inriktades på olika former av kulturutbyte med Sovjetunionen, och som mest hade man ca 10 000–11 000 medlemmar. Förbundet mottog periodvis ekonomiskt stöd från Sovjetunionens kommunistiska parti. I samband med de djupa förändringarna som ägde rum i Östeuropa under slutet av 1980-talet och början av 1990-talet och slutligen kulminerade i Sovjetunionens upplösning 1991 ebbade Förbundet Sverige-Sovjetunionens verksamhet ut, även om någon formell upplösning aldrig ägt rum.
Åren 1968–1987 gav förbundet ut tidskriften Sovjet kontakt.

## Kända medlemmar
- Stellan Arvidson (1902–1997), författare och politiker
- Wilhelm Palmær (1868–1942), kemist
- Arvid Rundberg (1932–2010), författare
- Nils Silfverskiöld (1888–1957), läkare och gymnast